# Rue Servandoni
La rue Servandoni est une rue de Paris située dans le 6e arrondissement de Paris, à statut de voie publique, à la fois dans le quartier de Saint-Sulpice, de Saint-Germain-des-Prés, de l'Odéon et du jardin du Luxembourg.

## Situation et accès
Elle commence à hauteur du 5, rue Palatine et se termine au 42, rue de Vaugirard. L'alignement établi par l'ordonnance du 3 septembre 1843 n'a pas été retenu en 1977 au plan d'occupation des sols (POS) et n'a pas été repris non plus en 2006 au plan local d'urbanisme (PLU).
La station de métro la plus proche est la station Saint-Sulpice, où circulent les trains de la ligne 4.

## Origine du nom

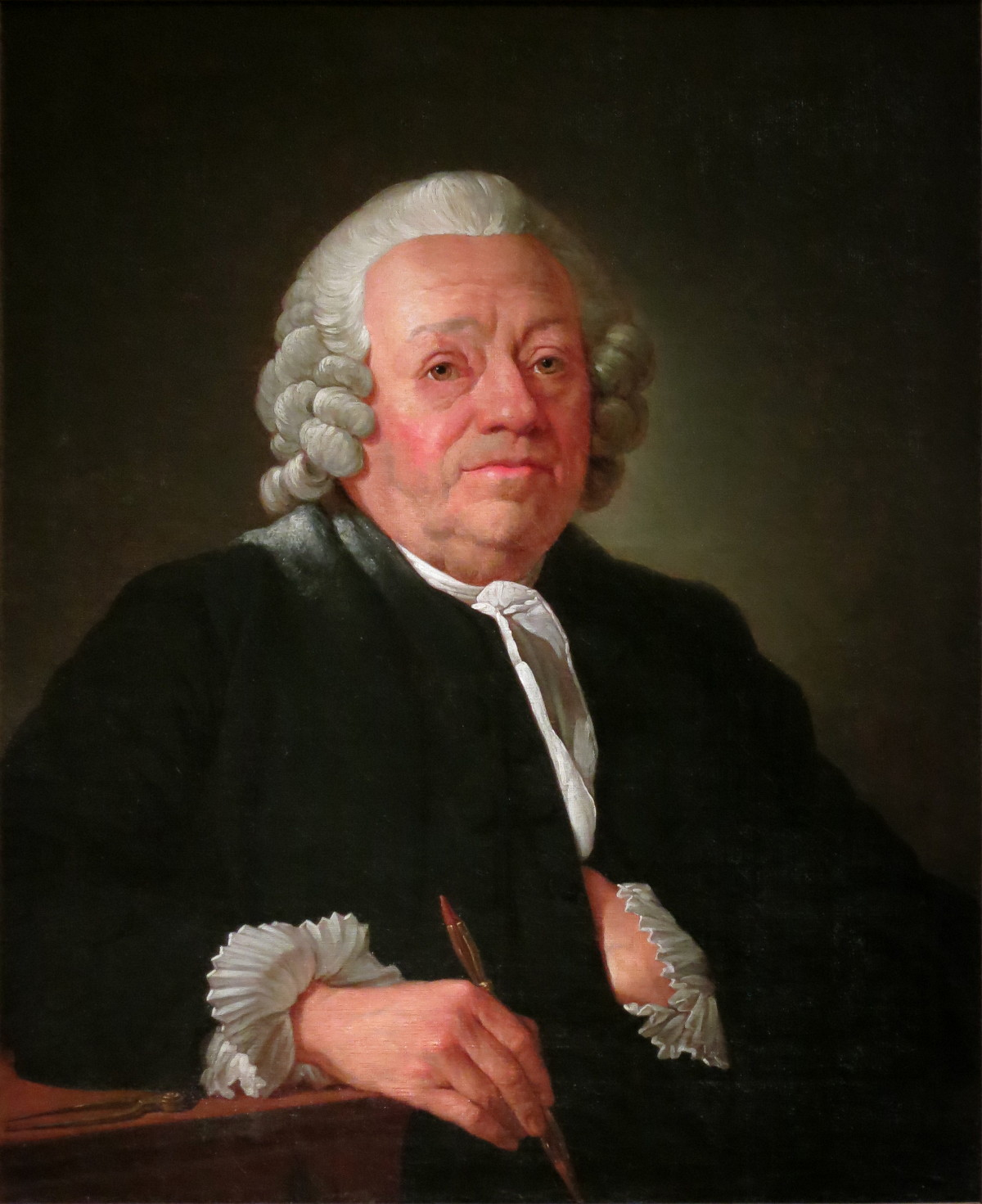
Jean-Nicolas Servandoni.

Le nom de cette rue est issu de Jean-Nicolas Servandoni (1695-1766), architecte et peintre français, d'origine italienne. C'est à lui qu'on doit le portail de l'église Saint-Sulpice.

## Historique
La rue existait depuis 1424. C'était en 1522 une des ruelles de Saint-Sulpice ; en 1548, la « rue Saint-Sulpice » ; en 1595, la « rue des Cordiers » ; à partir de 1620, elle prend le nom de « rue des Fossoyeurs » ou « Fossoyeur » et « rue Servandoni » en 1806.
Elle paraît avoir eu pour dénomination vers 1600, « rue du Fer à cheval » entre la rue de Vaugirard et la rue du Canivet et « rue du Pied de Biche » dans la partie vers Saint-Sulpice.
Elle est citée sous le nom de « rue des Fossoieurs », pour une partie, et de « rue du Pied de biche », pour une autre partie, dans un manuscrit de 1636.

## Bâtiments remarquables et lieux de mémoire
- No 5 : façade néo-classique du XVIIIe siècle, comportant trois travées et trois étages carrés sur rez-de-chaussée, sous un étage d'attique. Garde-corps au premier étage à motifs d'ogives. Aux étages supérieurs, les appuis sont soutenus par des consoles très simples. Implantation à l'alignement ancien.
- No 7 à 7 ter : maisons de rapport, aspect fin du XVIIIe siècle ou début du XXe siècle. Juliette Gréco et Bernard Quentin vécurent au no 7 en 1946[2]. Au no 7 ter, les façades sont ornées de bossages. Garde-corps dont les appuis de fenêtres sont en fer forgé style Louis XVI. Au no 7, le décor est d'un style inspiré du néo-classicisme, les baies sont encadrées de pilastres, bandeaux à denticules et surélévation octroyée le 13 mars 1925 à monsieur Tronquois, pour trois étages[réf. nécessaire]. Siège des Éditions Fernand Sorlot en 1937, dont le propriétaire éponyme fut obligé de fermer le 8 septembre 1940 et de se réfugier à Clermont-Ferrand. Il ne put rouvrir que le 20 décembre[réf. nécessaire]. Aujourd'hui une galerie occupe les lieux.
- No 8 : maison de rapport du XVIIIe siècle. Façade en pierres de taille, composée de sept travées. Appuis de fenêtres en fer forgé de style Louis XV. Le portail est remarquable en pierres appareillées présentant une arrière-voussure de Montpellier.
- No 9 : maison d'une travée, du milieu du XVIIe siècle. Façade présentant un fruit important à l'ancien alignement. Porte cochère à vantaux en bois du XVIIe siècle. Les nos 9 et 11 formaient à l'origine un seul lot. Plon, Nourrit et Cie éditeur imprimeur y avaient leurs locaux et obtinrent le 6 juin 1899 un permis pour construire un immeuble de quatre et cinq étages (maître de l’œuvre arch. E. Dailly, 3, rue Léonie)[3].
- No 10 : maison du XVIIe siècle située à l'angle. Ancien asile d'enfants, selon Félix de Rochegude[4]. Porte cochère à panneaux saillants. Fenêtres feintes. Soubassement en pierre.
- No 10 bis, à l'angle de la rue du Canivet : maison de style néo-classique d'époque Louis XVI, les angles étant marqués par de puissantes chaînes de refends. Les ferronneries du premier étage sont de 1800 environ. La façade principale qui est rue Servandoni est composée de quatre travées et de deux, dont une aveugle sur la rue Canivet.
- No 11 : Roland Barthes a habité dans cet immeuble, escalier B, 6e étage, puis au rez-de-chaussée, de 1935 à sa mort, en 1980[5]. Des locaux situés dans l'immeuble relèvent du patrimoine immobilier affecté au Sénat[6].

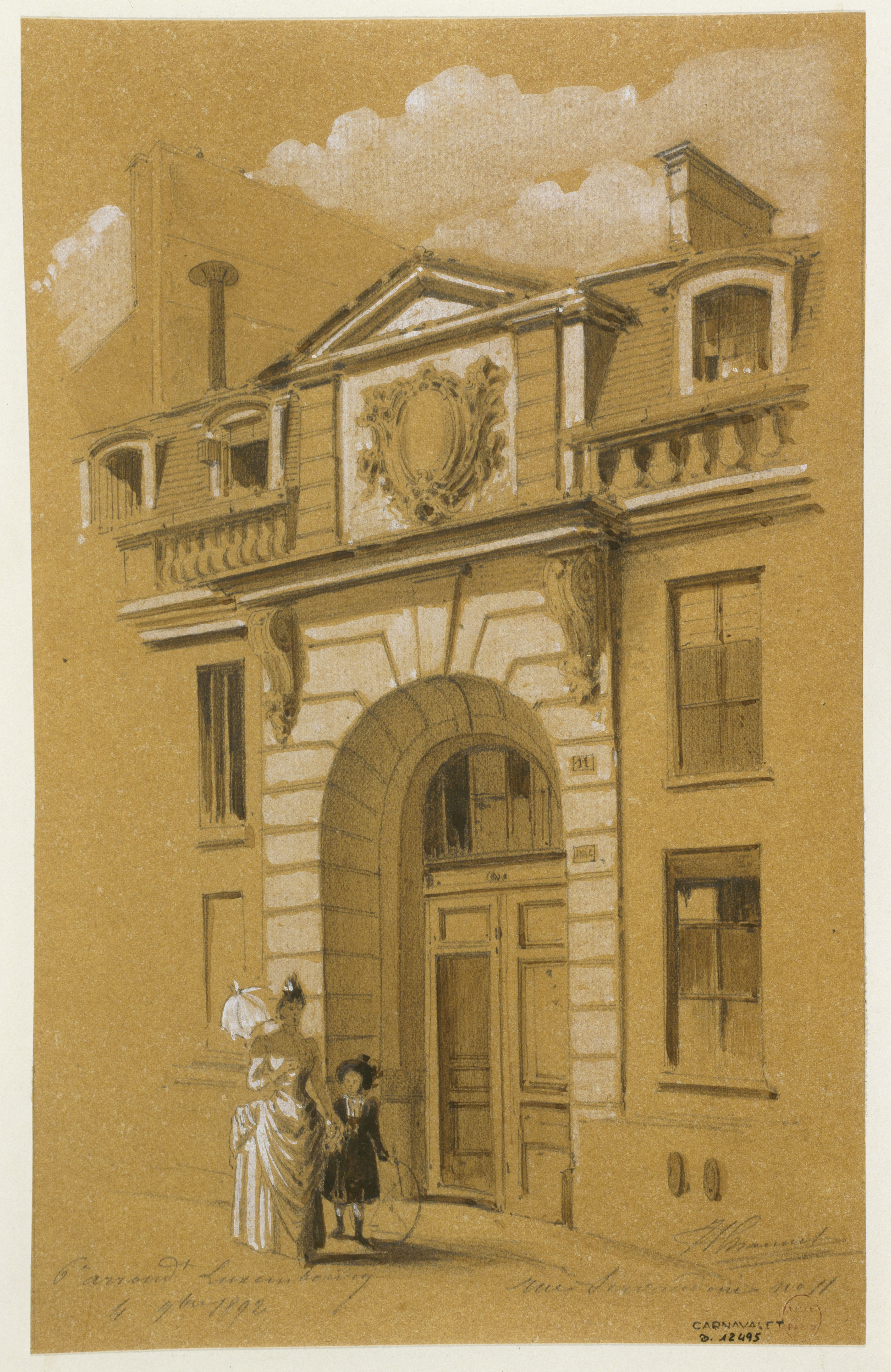
No 11 : porte d'entrée de l'ancien hôtel particulier avant sa démolition en 1899 (dessin de Jules-Adolphe Chauvet de 1892).

- No 12 : ancien hôtel Louis XIV. Portail en pierres appareillées avec vantaux en bois donnant sur une cour. En 1692, les lieux étaient occupés par une communauté religieuse, fondée, comme le note une plaque commémorative sur la façade, par François de Chansiergues en 1666. Les appuis de fenêtres sont d'époque. De 1851 à 1861, le bâtiment fut un presbytère. La veuve Chertier propriétaire obtint la permission de faire des aménagements intérieurs le 7 mars 1892, par son architecte Ernest Rodier, 28, boulevard des Batignolles[réf. nécessaire].

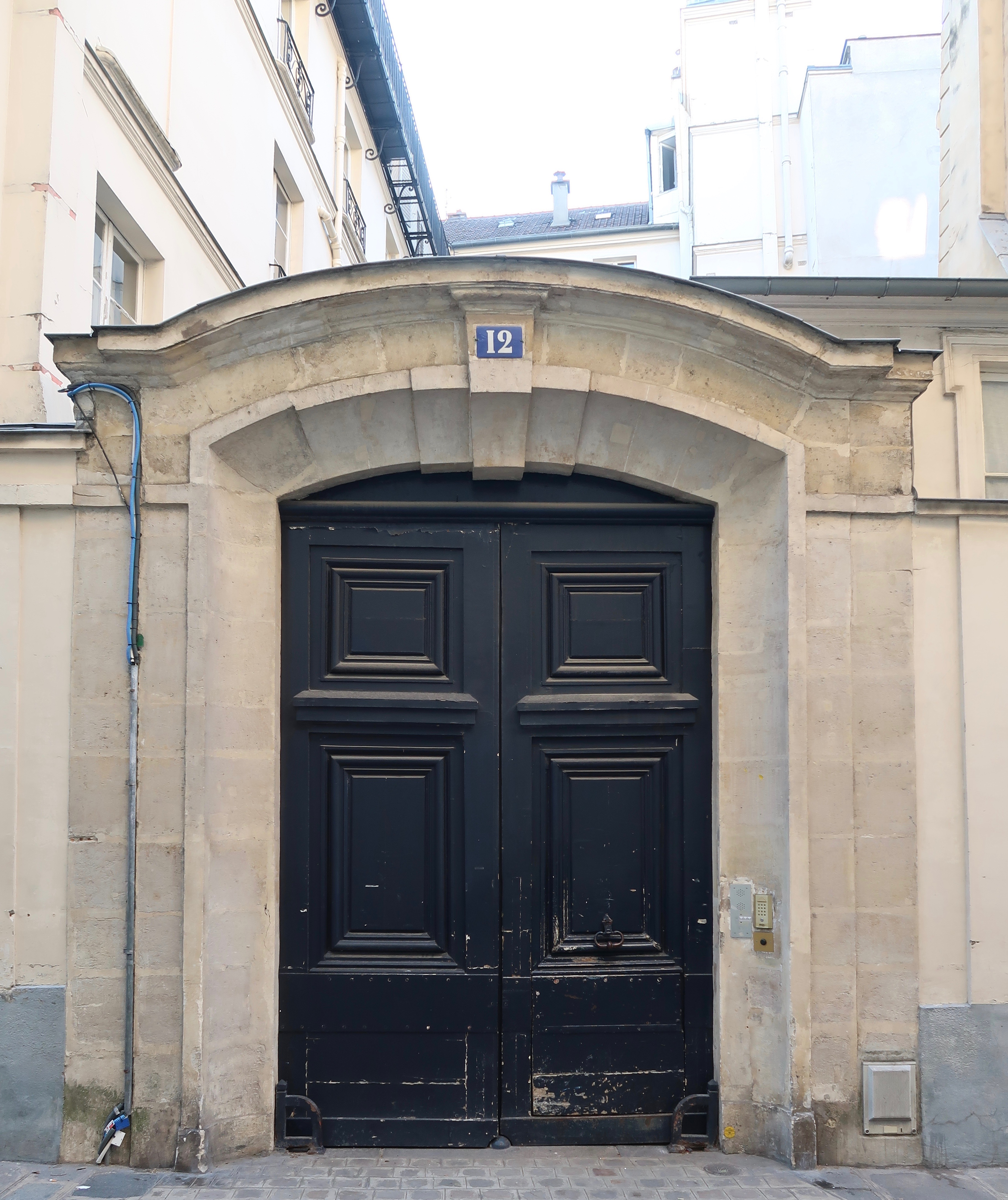
No 12 : porte d'entrée.

- No 13 : maison construite sur des bases datant du XVIIe siècle, à l'alignement ancien. La façade est composée de cinq travées et de quatre étages carrés sur rez-de-chaussée. Aloys Senefelder (1771-1834), acteur et auteur dramatique né à Prague, inventeur de la lithographie, avait ouvert une boutique, contre l'avis de sa femme[réf. nécessaire].
- No 14 : maison du XVIIe siècle, avec façade composées de trois travées et quatre étages carrés sur rez-de-chaussée avec des éléments du XVIIIe siècle (vantaux de porte, garde-corps). Appuis de fenêtres du 1er étage de formes géométriques de la fin du XVIIIe siècle. La porte charretière sur rue possède des vantaux finement sculptés de deux médaillons représentant, à gauche, Sainte Anne instruisant la Sainte Vierge et, à droite, Jean-Nicolas Servandoni montrant le plan de Saint-Sulpice (inscrite sur l'inventaire supplémentaire des monuments historiques depuis 1926)[7]. L'artiste Caroline Tresca y ouvre une galerie d'art en 2013, la galerie Caroline Tresca[8].

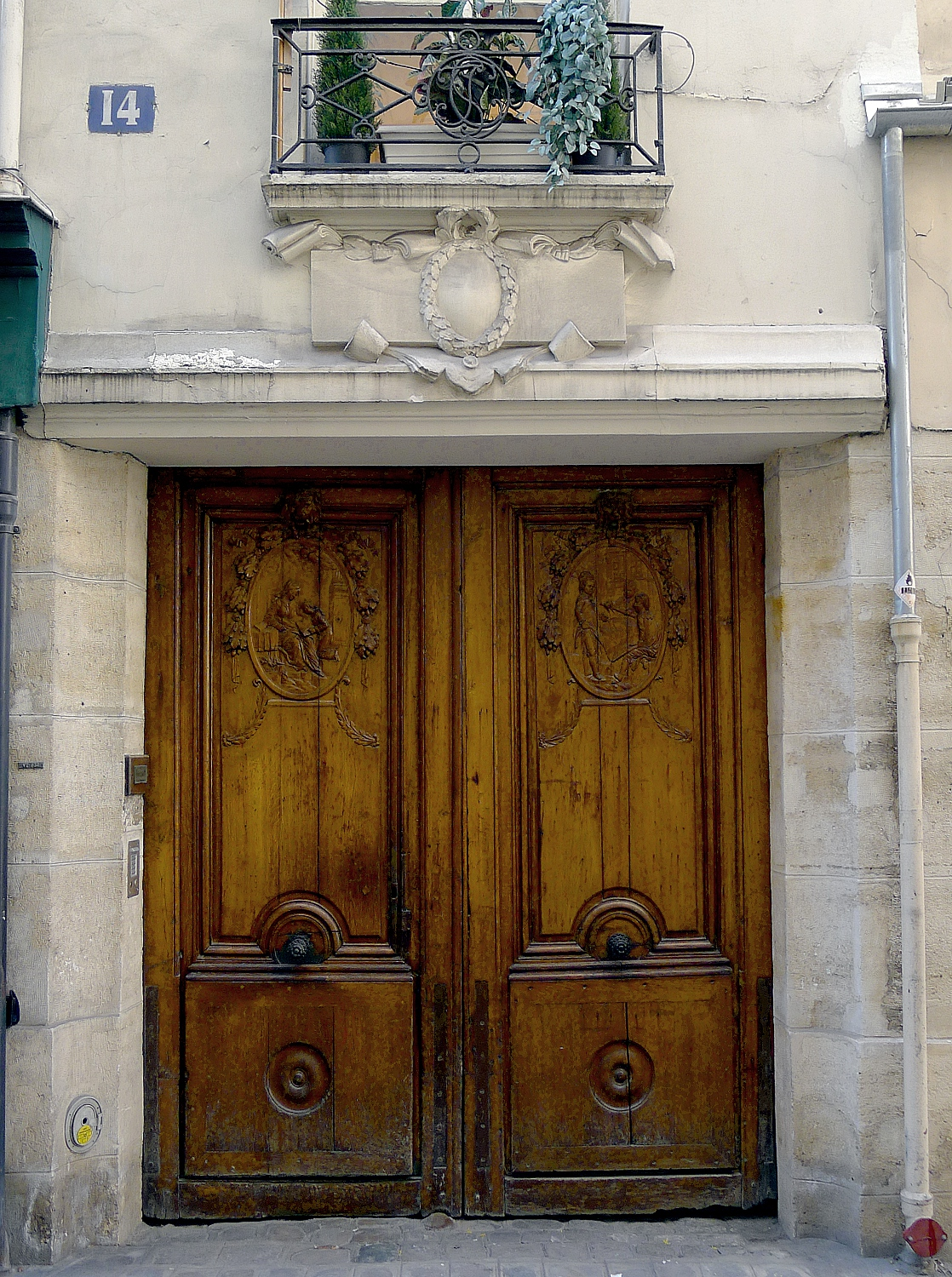
No 14 : porte d'entrée.
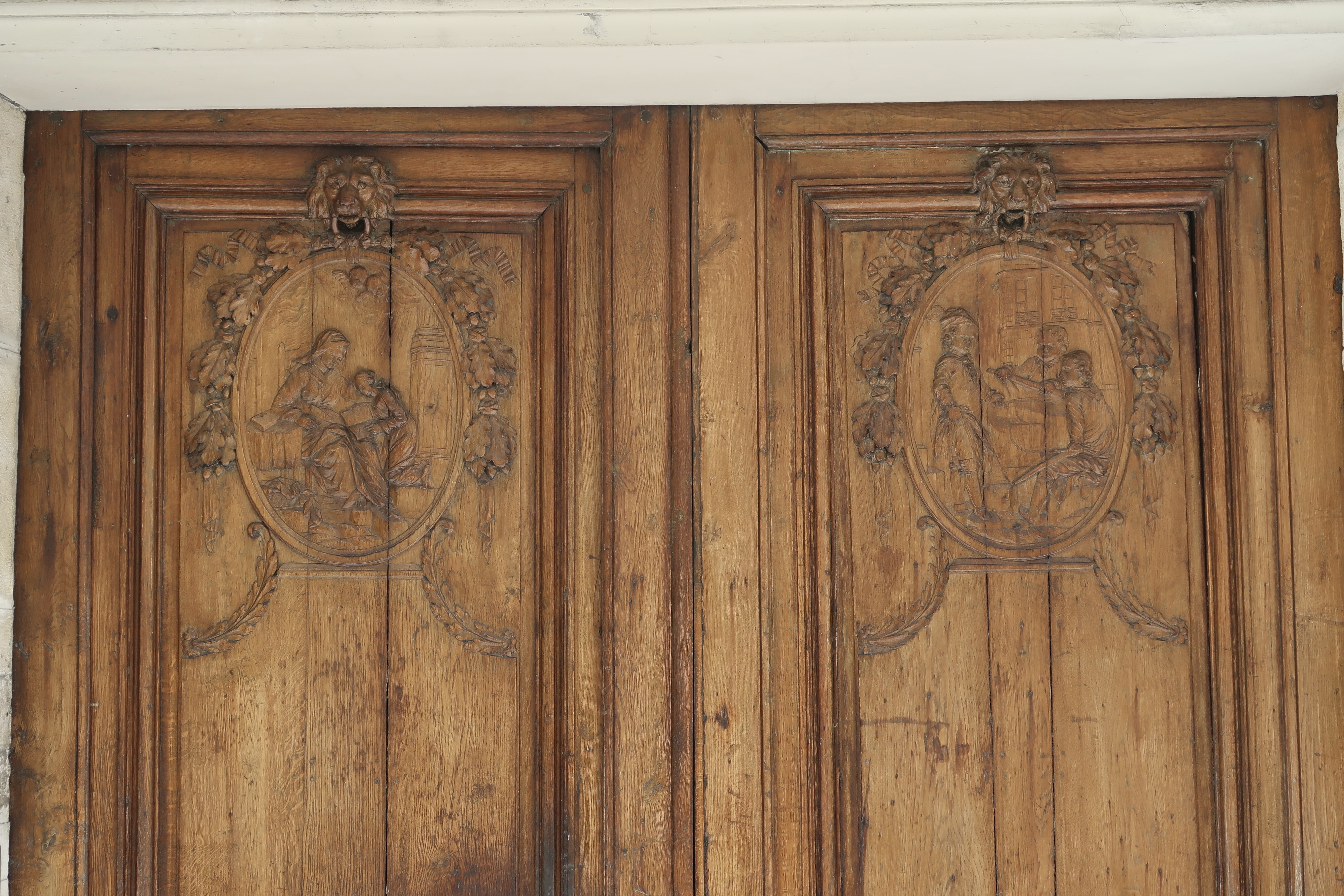
No 14 : Détail de la porte.
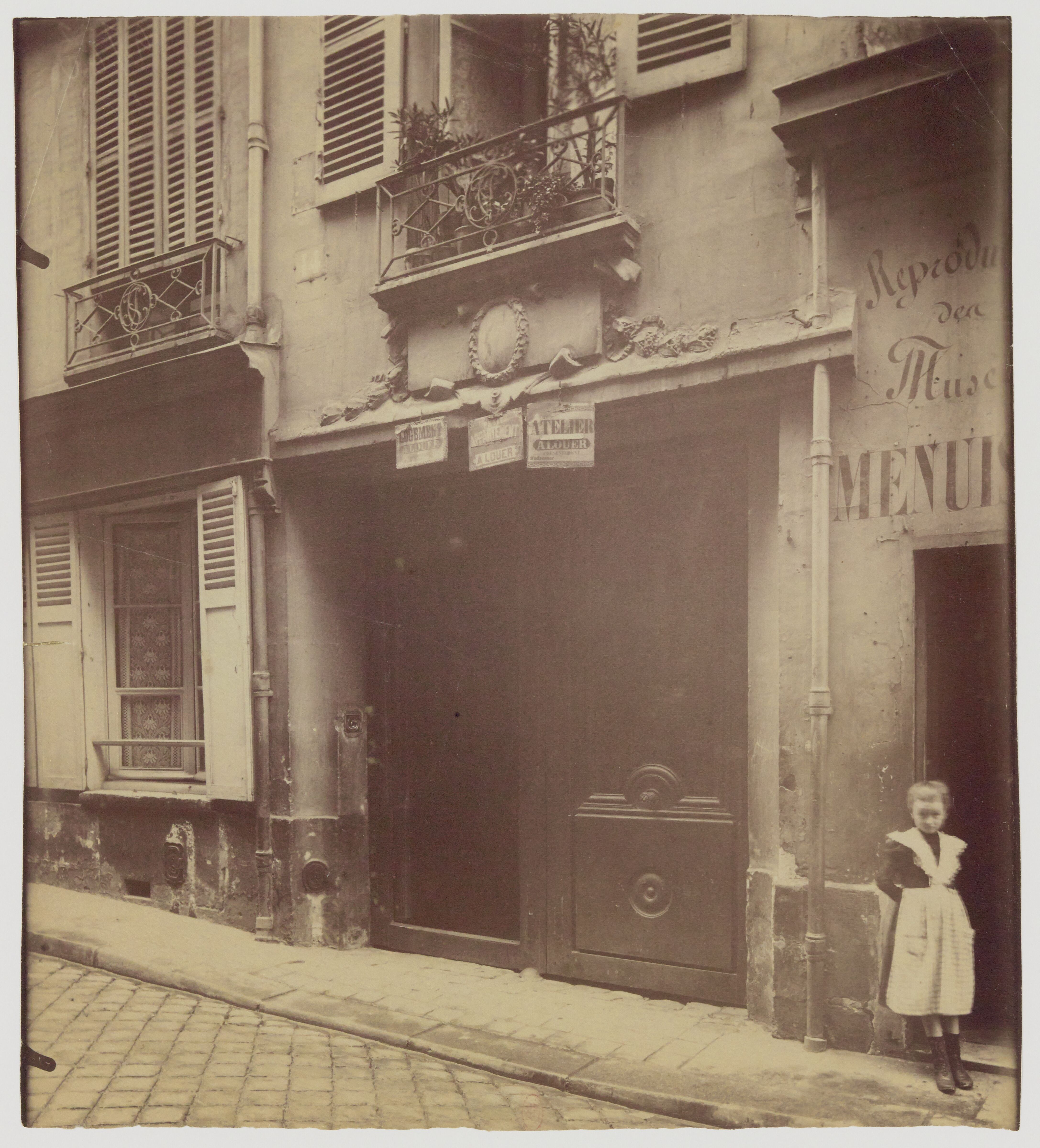
No 14 : la même porte en 1903 (photographie d'Eugène Atget).

- No 15 : maison sur une assise ancienne du XVIIe siècle à l'alignement ancien. Quatre travées composent la façade, élévation de trois étages carrés. En 1784, cette maison appartenait au sculpteur Louis-François Vernet, sa veuve y tenait une maison meublée et cacha Condorcet pendant cinq mois en 1793[9]. C'était le 21, rue des Fossoyeurs. Les persiennes et garde-corps sont du XIXe siècle.

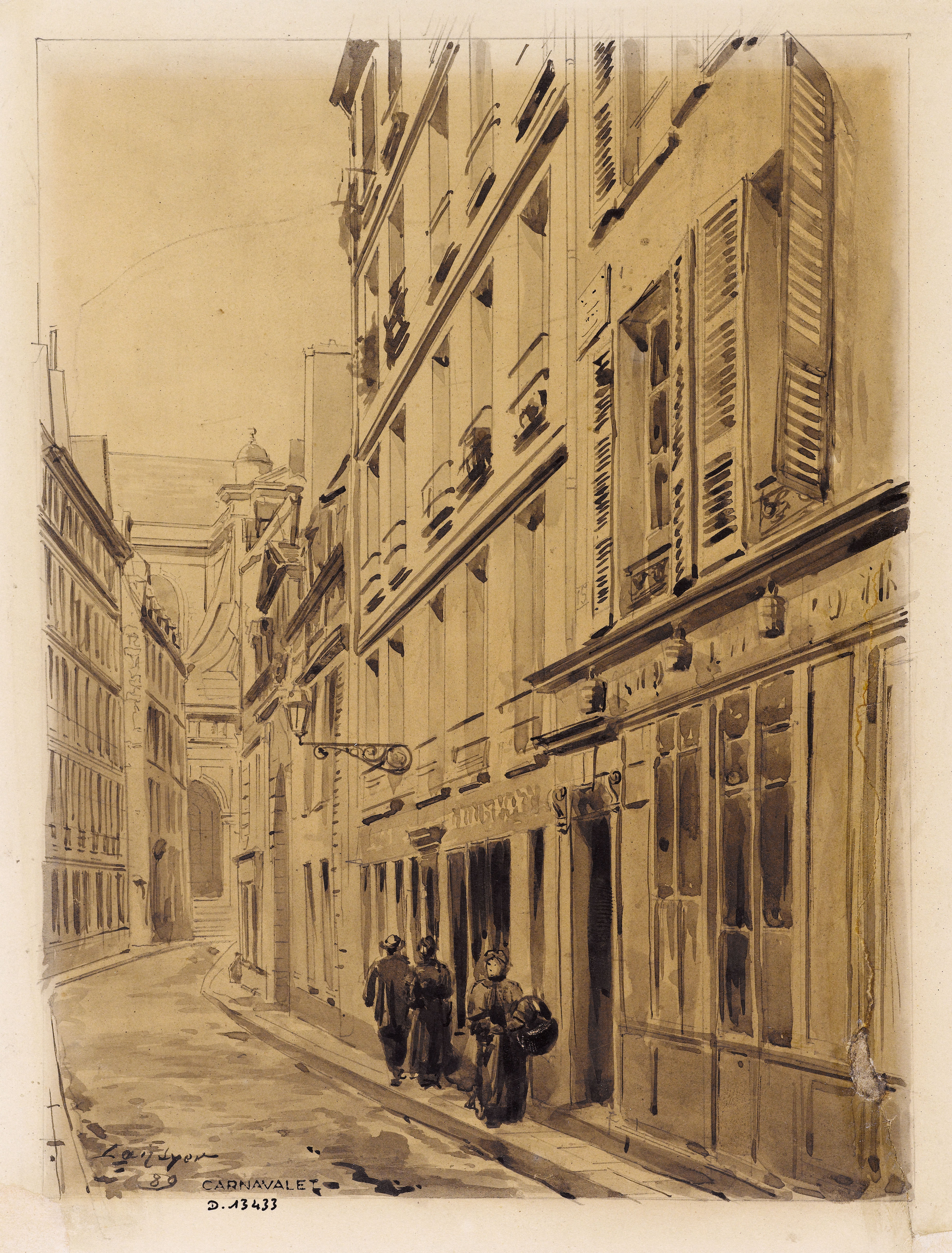
No 15 : dessin d'Emmanuel Lansyer de 1889.

- No 16 : maison du XVIIe siècle, présentant une façade pour partie composée de deux étages carrés sur rez-de-chaussée et de deux travées. Deux lucarnes réunies en pignon. Le soubassement est partiellement remanié. L'abbé Séguin (1748-1843), prêtre de Saint-Sulpice, habita dans cette maison[réf. nécessaire].
- No 17 : maison du XVIIe siècle, à l'ancien alignement. Façade composée de trois travées et trois étages carrés. La porte piétonne fut surmontée d'un fronton et d'un motif à guirlandes plus tardivement.

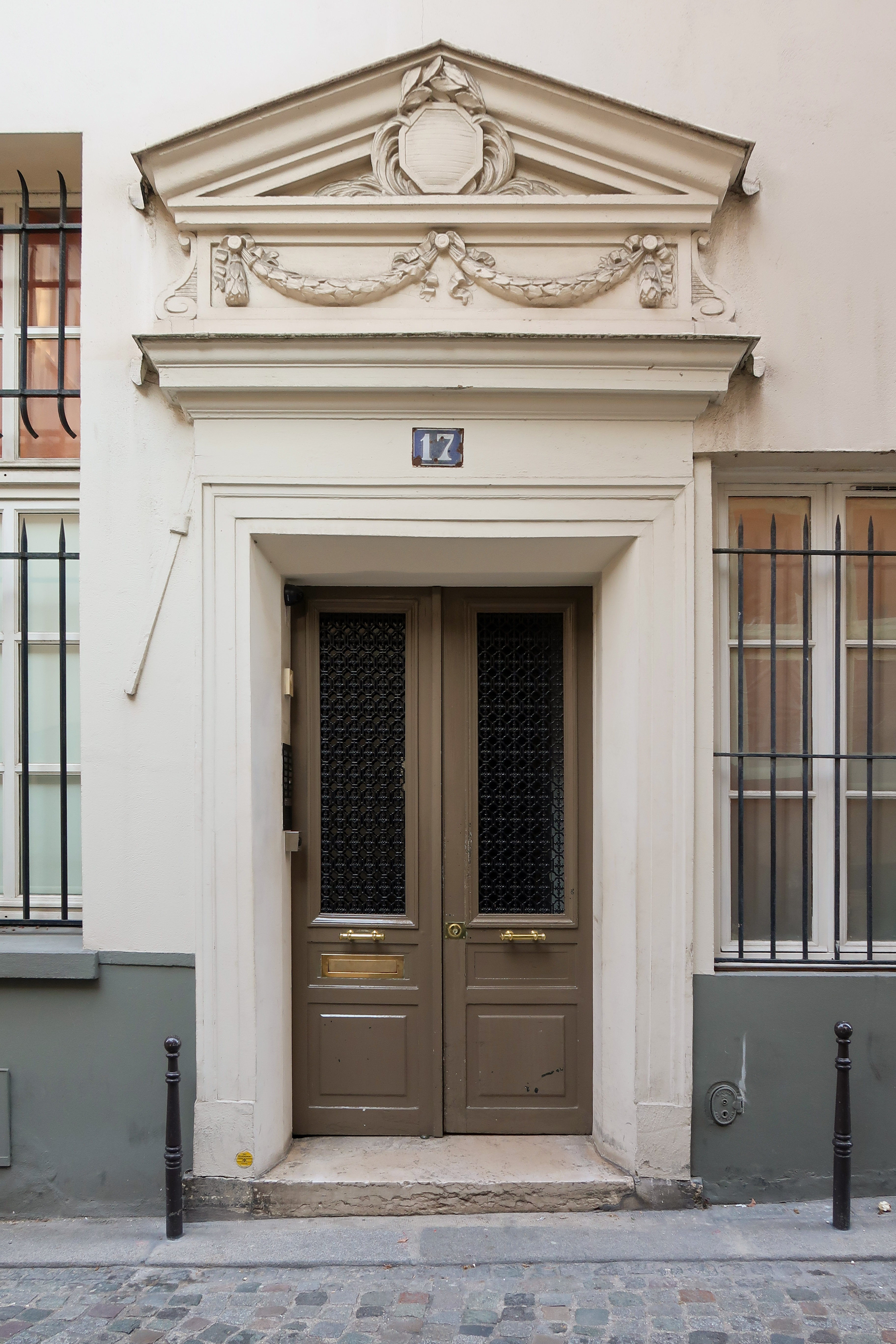
No 17 : porte d'entrée.

- Nos 18-20 : ancien hôtel de Boutteville, avant la Révolution. Façade composée de six travées et de trois étages carrés sur rez-de-chaussée ; appuis de fenêtres en fer forgé aux deux premiers étages. Double porte cochère avec vantaux en bois Louis XIV. Au no 8, Léon Gischia, peintre, y a vécu des années 1940 aux années 1960[réf. nécessaire]. Escalier ancien au no 20. Olympe de Gouges, femme de lettres, femme politique et polémiste, guillotinée à Paris le 3 novembre 1793, y résida[10], puis plus tard Hélène Duc, qui y accueillit la jeune Juliette Gréco dans une pension de famille pendant la Seconde Guerre mondiale[réf. nécessaire]. Local des Éditions A. E. P.
- No 21 : maison sur des fondations du XVIIe siècle à l'ancien alignement. Façade de la fin du XVIIIe siècle, cantonnée par deux chaînes et composées de deux travées et trois étages carrés sur rez-de-chaussée. Nicolas de Condorcet a trouvé refuge au 21, rue des fossoyeurs chez Mme Vernet après sa condamnation par la Convention le 8 juillet 1793. Craignant d'être retrouvé par la police, il s'enfuira le 13 mars 1794. C'est chez Mme Vernet qu'il écrira son Esquisse d’un tableau historique des progrès de l’esprit humain[11].
- No 22 : ancien hôtel particulier avec une façade remaniée à la fin du XVIIIe siècle, avec trois travées principales, d'une demi-croisée et trois étages carrés sur rez-de-chaussée. Les appuis de fenêtres sont de style Louis XVI et montés en tableau. Persiennes. Porte cochère cintrée à vantaux de bois, surmontée d'un auvent soutenu par deux consoles cannelées. Le lot initial comprenait les nos 22 et 24.
- No 23 : la maison actuelle présente une façade de la fin du XVIIIe siècle, composée de trois travées et de trois étages carrés avec un entresol surmontés d'un étage attique. Rez-de-chaussée et entresol, ornés de refends et qui présente en son centre une arcature en plein cintre englobant les deux niveaux. Baies de l'étage noble surmontées d'un dais soutenu par des consoles encadrant un cartouche (décor Louis-Philippe). Garde-corps simple, néo-classique.
- No 24 : ancien hôtel particulier d'origine du XVIIe siècle, façade remodelée au XVIIIe siècle, ornées de refends dans l'enduit et composée de trois travées et de trois étages carrés et d'un attique sur rez-de-chaussée. Baies avec appuis Louis XVI en tableau. Corniche à modillons. Porte piétonne Louis-Philippe. Faisait un seul lot à l'origine avec le no 22.
- No 25 : ancienne maison avec façade de quatre travées et deux étages carrés sur rez-de-chaussée. Le bas a un aspect XVIIIe siècle, mais est certainement plus ancien. Fruit prononcé. Les garde-corps en fer forgé de style Louis XV. Croisées anciennes. Les vitrines des magasins datent de 1840.
- No 26, à l'angle du 42, rue de Vaugirard : immeuble d'angle vraisemblablement du XVIIe siècle, avec une façade élevée de trois étages carrés sur rez-de-chaussée. Hôtel de voyageurs au XIXe siècle. William Faulkner y résida à l'automne 1925[12], c'était alors le Grand Hôtel des Principautés unies. Il a subi de grandes transformations pendant les années 2000-2001[13]. Un cliché d'Eugène Atget de 1900 et un autre pris en 1998, montrent que la déperdition des modénatures et des garde-corps est antérieure à cette campagne de travaux. Les travées et les proportions des percements sont sauvegardées.

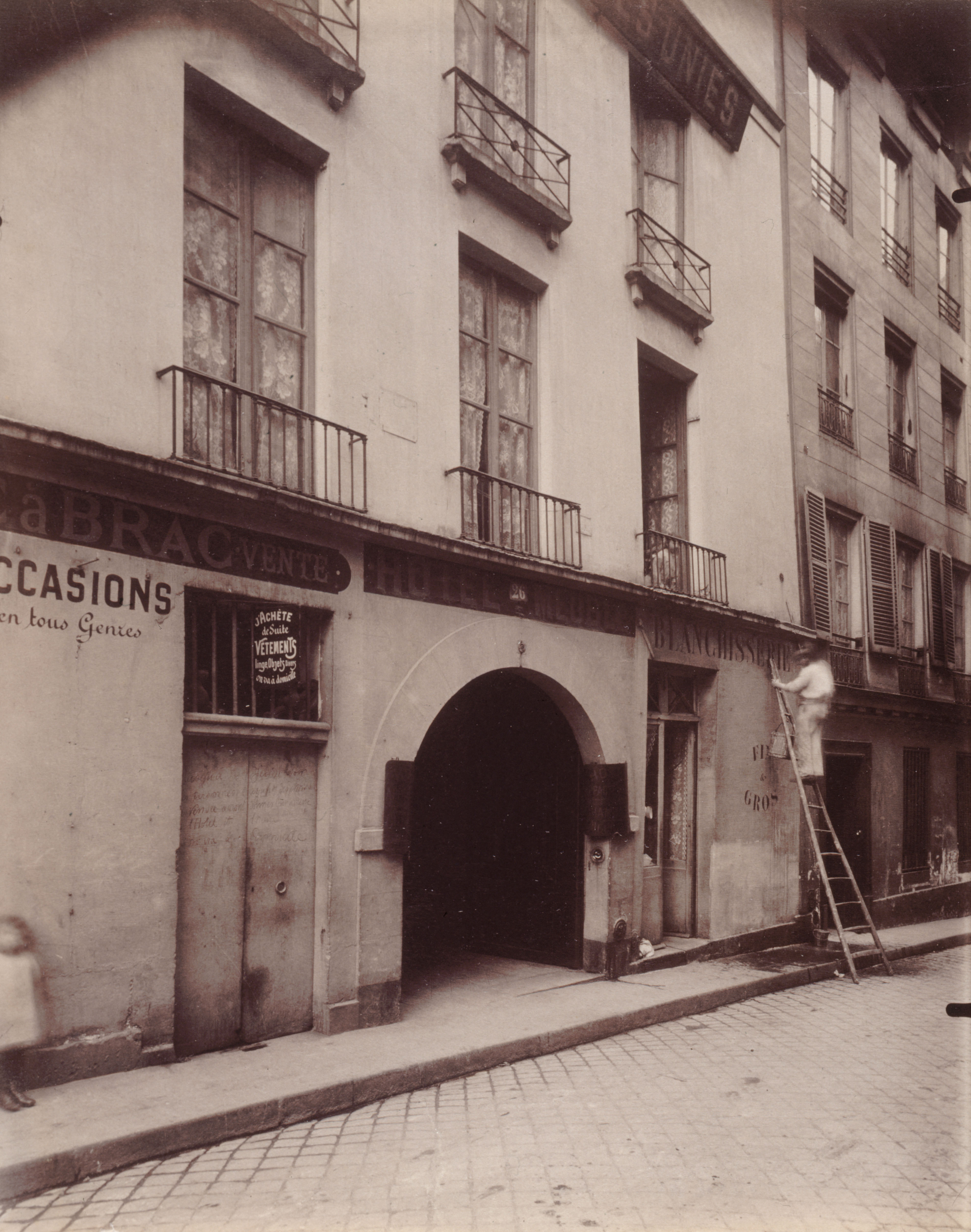
No 26 : photographie d'Eugène Atget de 1903.
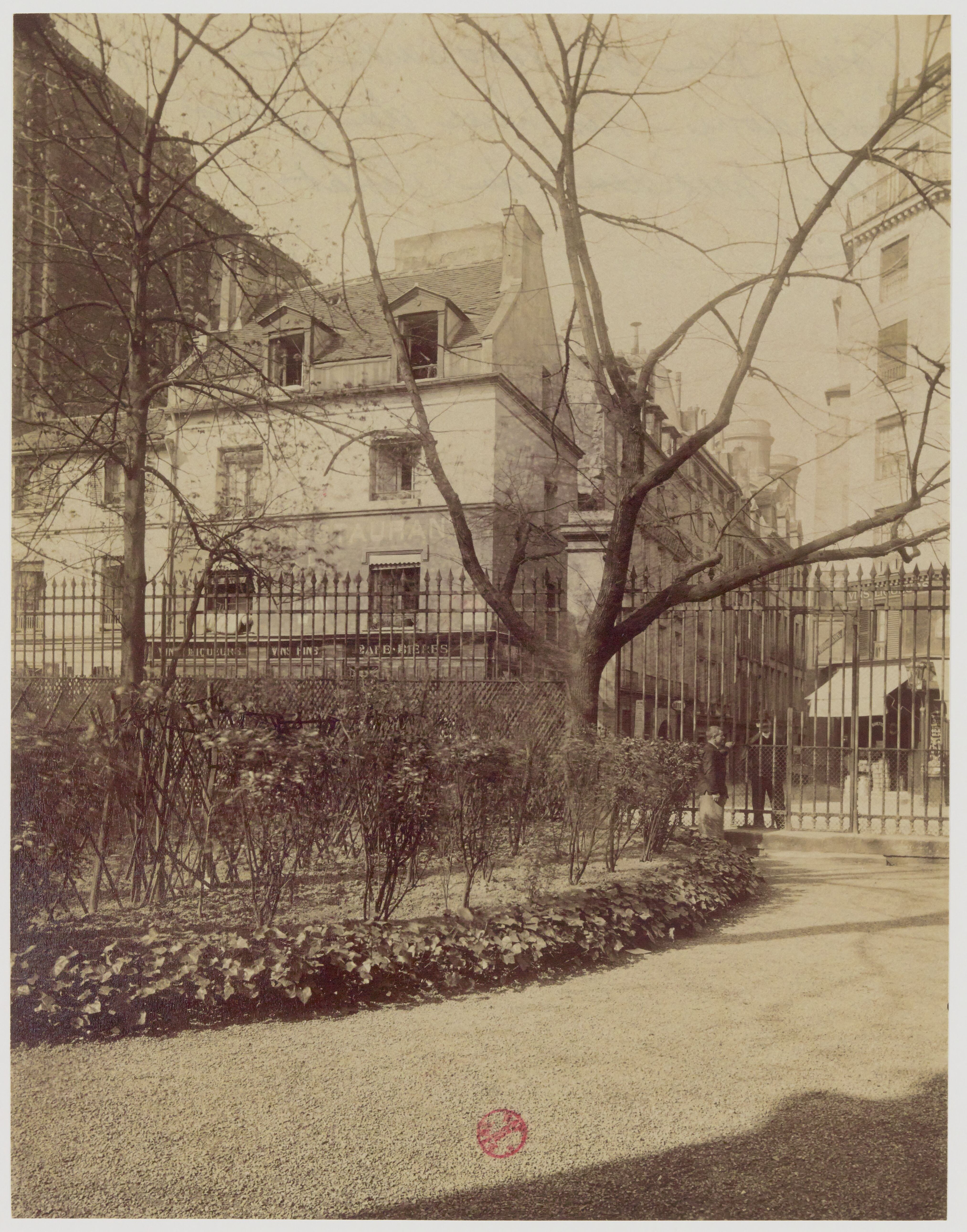
No 26 : vue depuis les jardins du Petit Luxembourg en 1903 (photographie d'Eugène Atget).

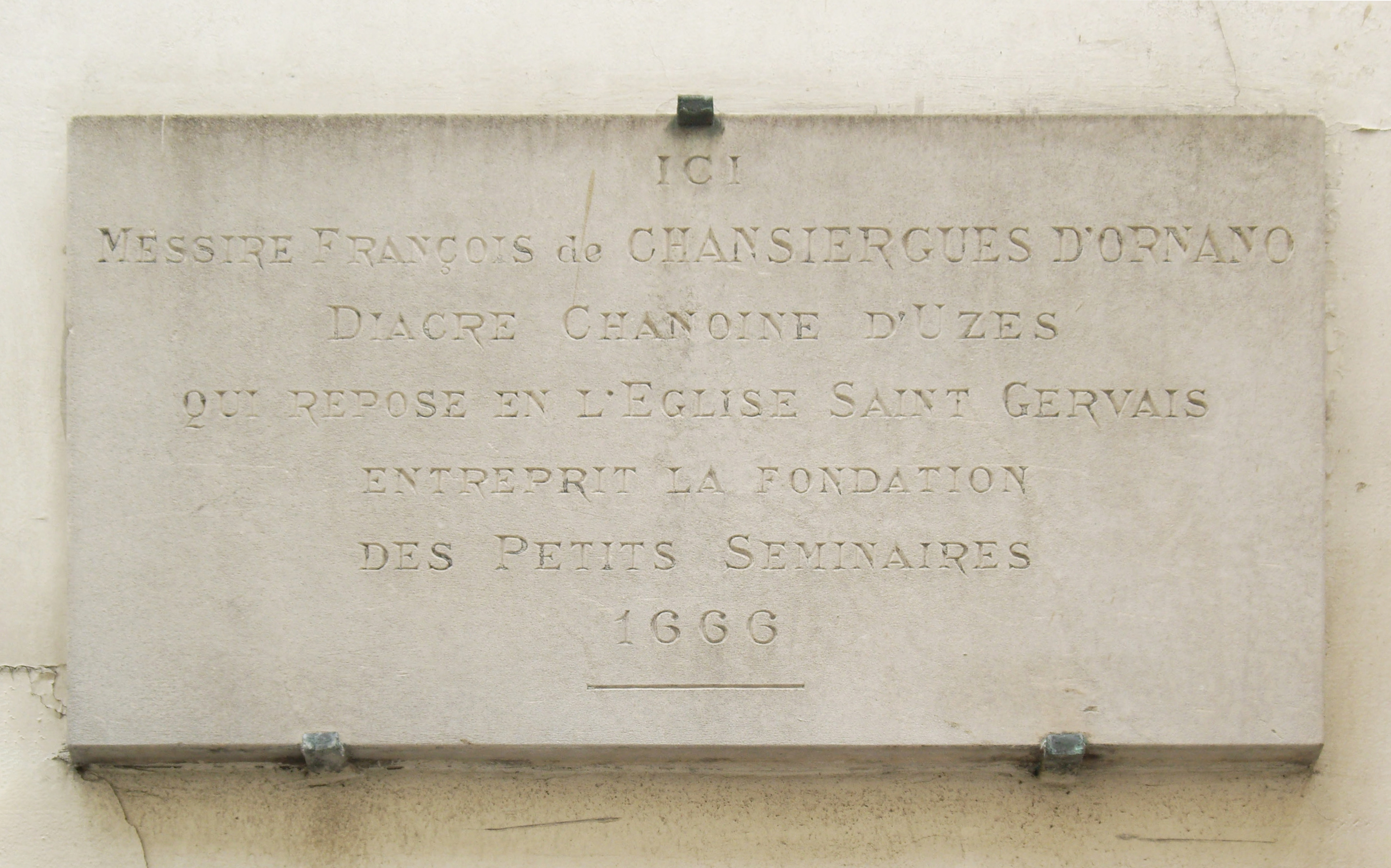
Plaque au no 12.
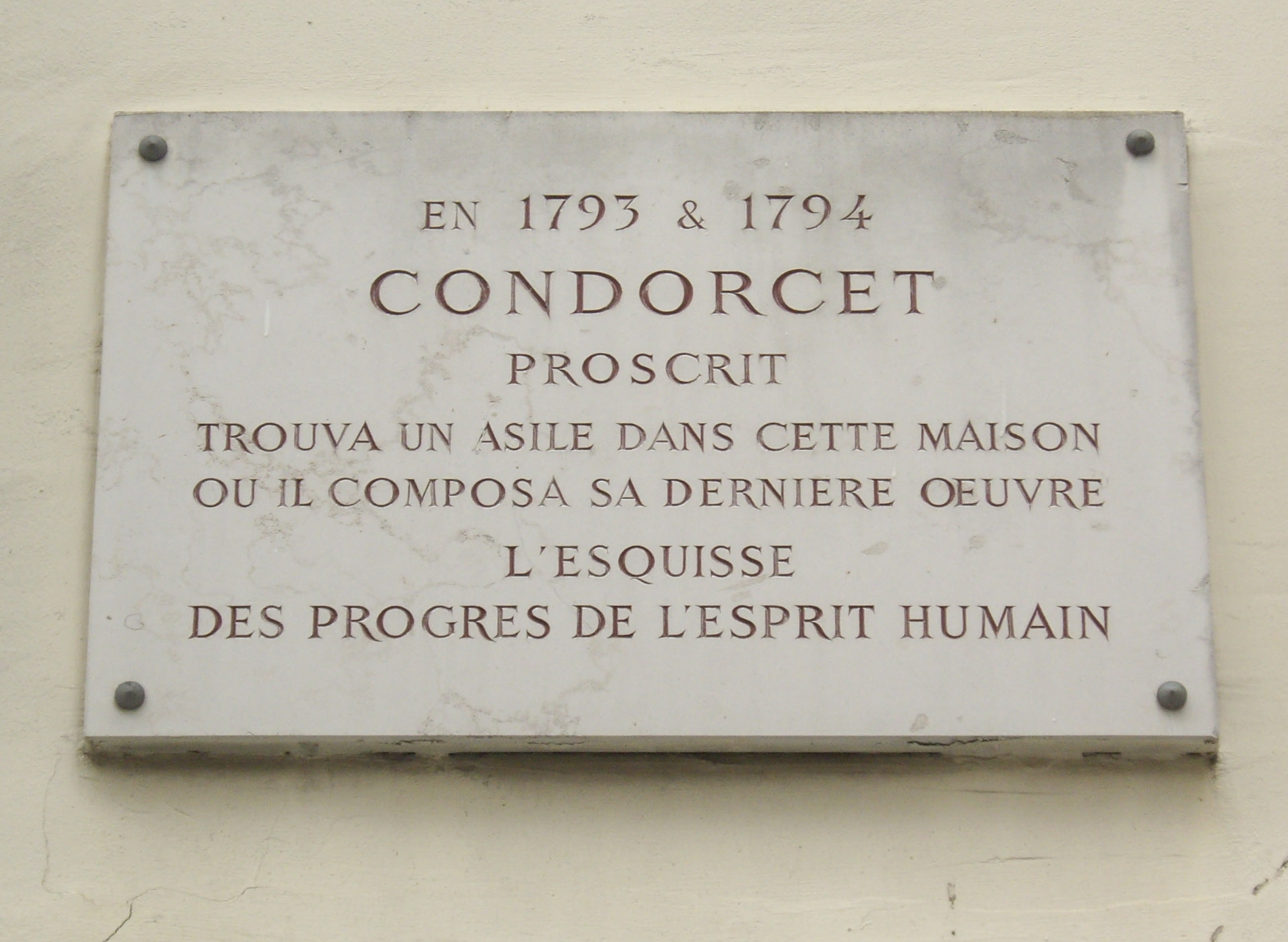
Plaque au no 15.
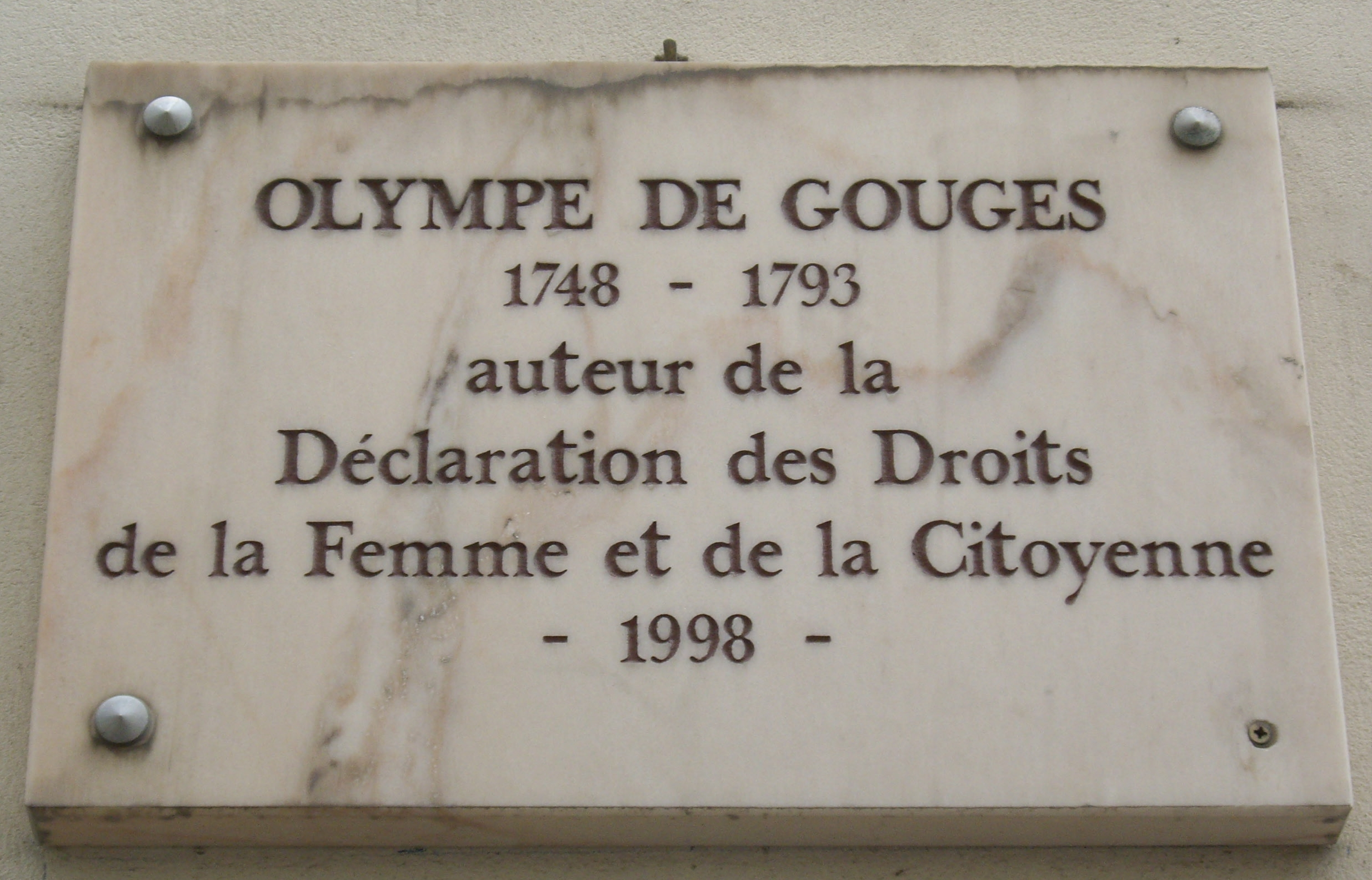
Plaque au no 18.
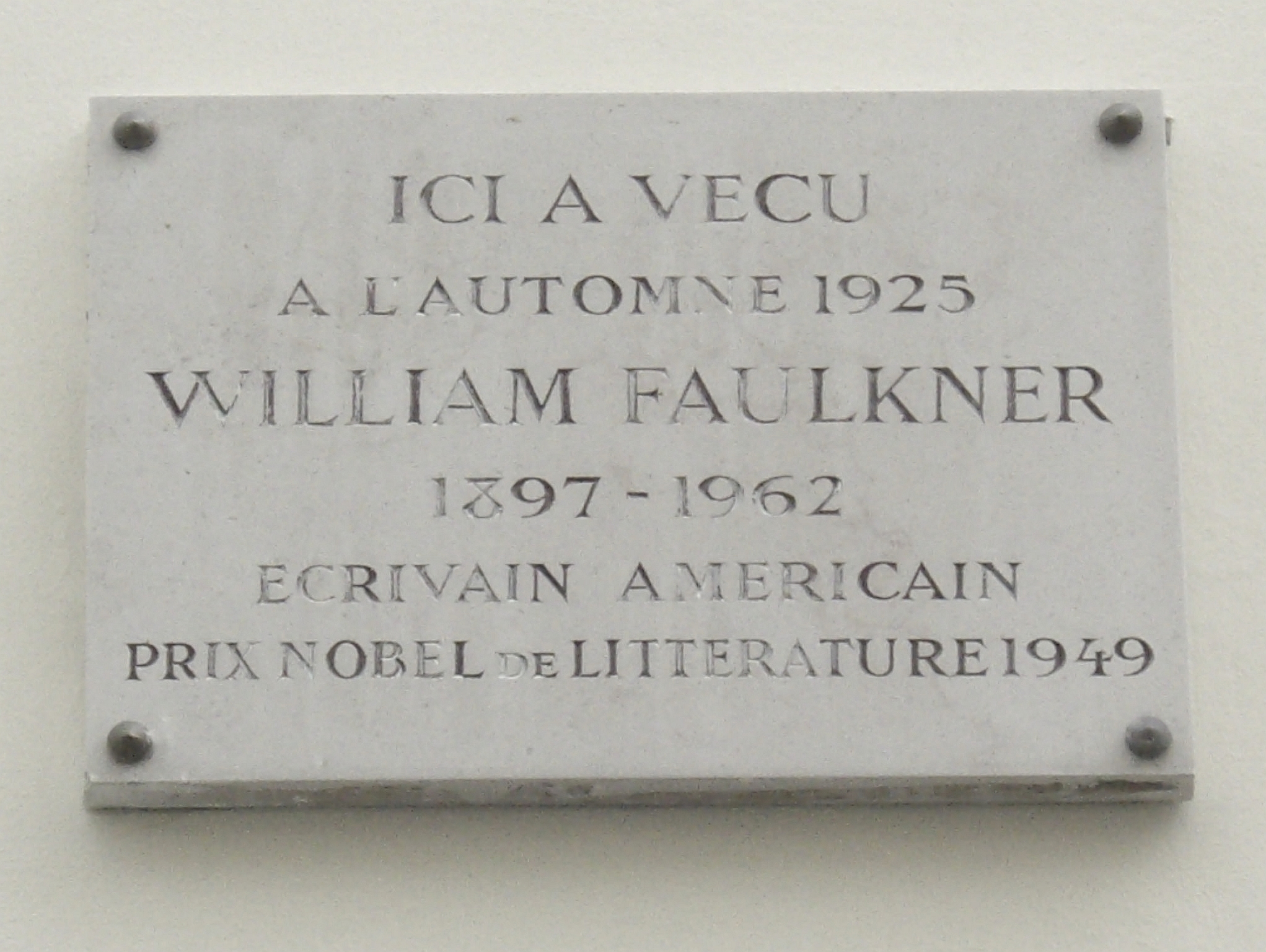
Plaque au no 26.

### Dans la littérature
- Dans le roman Les Trois Mousquetaires d'Alexandre Dumas, le personnage de d'Artagnan réside au « 7, rue des Fossoyeurs » (actuel 12, rue Servandoni).
- Marius Pontmercy, personnage des Misérables de Victor Hugo, est domicilié de 1817 à 1827 rue Servandoni, chez sa tante et son grand-père maternel, les Gillenormand, sans préciser le numéro (près de l'église Saint-Sulpice)[14].